# Les Sims Mobile
Les Sims Mobile est un jeu de simulation de vie basé sur Les Sims 4 et Les Sims Freeplay pour Android et iOS. Le jeu mobile a été annoncé le 9 mai 2017 dans un trailer de lancement et est disponible dans la foulée sur les plateformes de téléchargement mobile au Brésil ; puis sort le 6 mars 2018 dans le reste du monde. Il dispose d'une composante multijoueur et inclut des éléments d'histoire. Le développement était fait par Maxis jusqu’en 2019 et depuis, le développement a été concédé à Firemonkeys Studios.

## Système de jeu
Dans Les Sims Mobile, les joueurs sont capables de créer des Sims grâce au créateur de personnage (Créer-un-Sim), construire des maisons, de fonder une famille et de contrôle la vie de leurs Sims. Le jeu introduit des éléments multijoueurs, ainsi les joueurs peuvent interagir avec d'autres joueurs grâce à leurs Sims. Des interactions comme "mignon, enjôleur ou heureux" sont disponibles.
De même que pour les précédents jeux mobiles des Sims, l'énergie est utilisée lorsque les joueurs effectuent des actions avec leurs Sims. L'énergie peut être récupérée au fur et à mesure du temps ou par l'intermédiaire de SimCash, gagné par l'intermédiaire des quêtes du jeu et des micro-transactions. Les SimCash peuvent également être utilisé pour l'achat de certains vêtements ou meubles premium.
Comparé à son prédécesseur, Les Sims Freeplay, The Sims Mobile offre une expérience plus proche des jeux sur PC. L'accent est mis sur le fait de raconter des histoires par le biais des Sims, au niveau de leur carrière ou de leurs relations. Ainsi, ils sont en mesure de monter de niveau et de débloquer de nouvelles cinématiques. L'avancement des histoires peut également débloquer de nouveaux meubles ou de nouveaux vêtements.

## Accueil
Le 7 mars 2018, le jeu se retrouve en tête des téléchargements sur iOS aux États-Unis, au Royaume-Uni, en France, en Allemagne et dans 23 autres pays.